# Suwon FC
Suwon FC (hangul: 수원시민프로축구단) är en fotbollsklubb i Suwon, Sydkorea. Laget spelar för första gången någonsin i den sydkoreanska högsta divisionen K League Classic efter uppflyttning 2015 och spelar sina hemmamatcher på Suwon Sports Complex.

## Historia
Klubben bildades 2003 och har sedan dess spelat i den koreanska andradivisionen. Suwon kom tvåa i Korea National League år 2005, 2007 och 2008. De vann även ligans cupturnering KNL Championship  år 2005, 2007 och 2012. År 2010 blev de för första gången ligamästare efter att ha besegrat Daejeon KHNP FC i seriefinalen. År 2012 godkändes Suwon till att delta i premiärsäsongen av K League Challenge, den nya andradivisionen som för första gången skulle tillåta uppflyttning och nedflyttning mellan de två högsta divisionerna.
Den tredje säsongen i Challenge år 2015 slutade Suwon på tredje plats i ligan och gavs därmed sin första chans på uppflyttning till K League Classic genom playoff. För att få spela i den koreanska högsta divisionen kommande säsong krävdes det att Suwon först slog ut Seoul E-Land FC och Daegu FC som kom fyra respektive tvåa i Challenge, och sedan även Busan IPark som kom näst sist i Classic. 3–3 hemma mot Seoul E-Land den 25 november var nog för att gå vidare eftersom det högst placerade laget får fördel vid oavgjort resultat. Den 28 november slog de även ut Daegu på bortaplan 1–2 vilket därmed innebar en två matchers avgörande final mot Busan. Suwon vann hemmamatchen den 2 december med 1–0. De vann även bortamatchen den 5 december med 0–2 och blev därmed uppflyttade.

## Klubbrekord

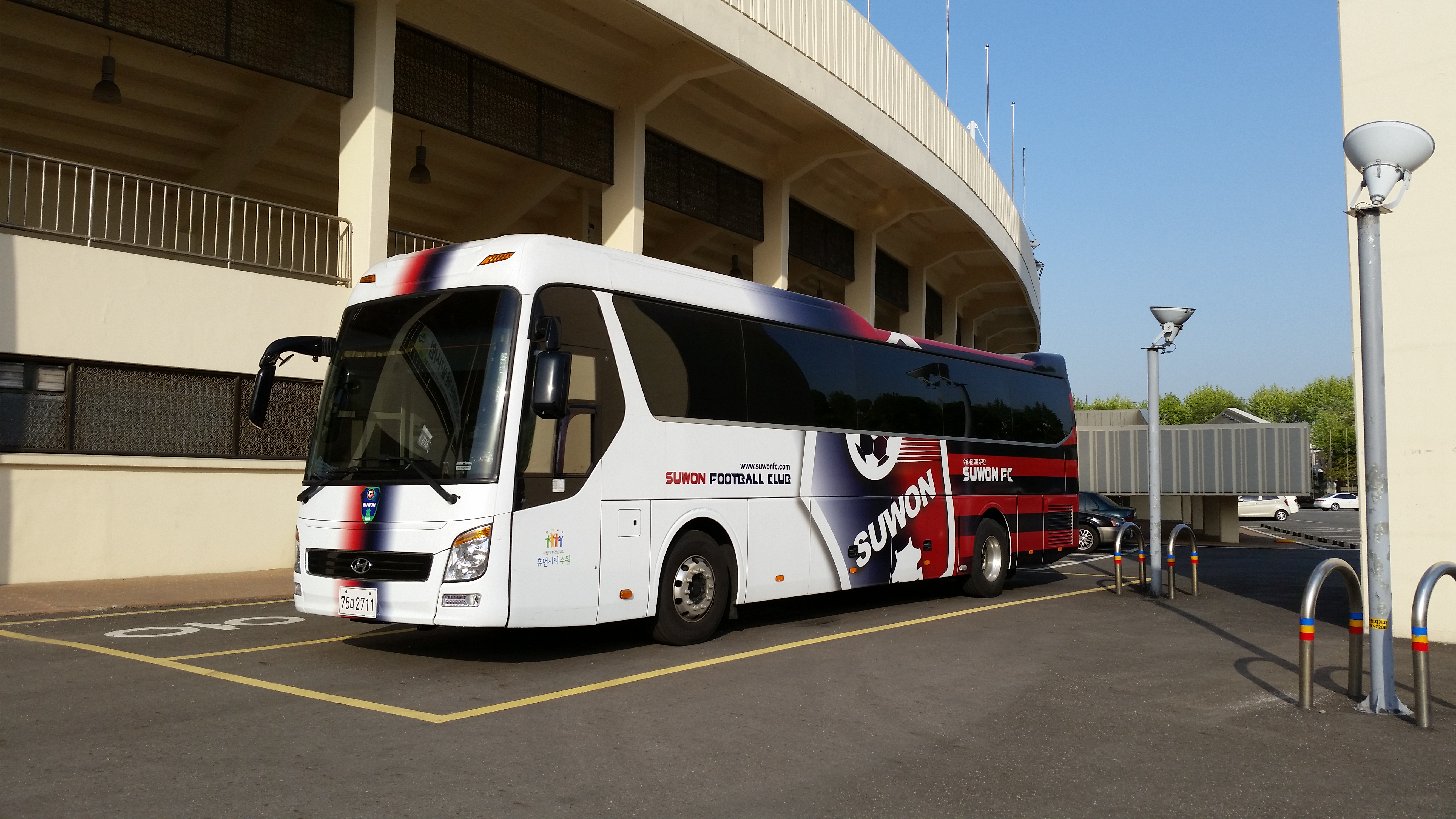
Suwon FC-buss utanför hemmaarenan

### Säsonger

#### K League
| Säsong | Division | Placering |
| ------ | -------- | --------- |
| 2013   | 2        | 5         |
| 2014   | 2        | 6         |
| 2015   | 2        | 3         |
| 2016   | 1        |           |

### Meriter
- Korea National League
  - Mästare (1): 2010
  - Tvåa (3): 2005, 2007, 2008

- KNL Championship
  - Mästare (3): 2005, 2007, 2012
  - Tvåa (1): 2004

## Tränare
| Säsong(er) | Namn           |
| ---------- | -------------- |
| 2003–11    | Kim Chang-kyum |
| 2012–      | Cho Duck-je    |